# زهراوي جابر
زهراوي جابر أو عبد الزهرة جابر السوداني هو لاعب كرة قدم عراقي سابق، لعب لصالح نادي الشرطة، وقد حصل على لقب الهداف أكثر من مرة، منها هداف دوري المؤسسات العراقي للموسم 1973–74 برصيد 13 هدفا عندما كان يلعب لصالح نادي شرطة النجدة، كما حصل على لقب هداف دوري موسم 1976–77 برصيد 6 أهداف، وقد سجل 22 هدفا لصالح نادي الشرطة خلال مسيرته مع النادي.

## مسيرته
بدأ حياته الرياضية لاعبا بمنطقة الكسرة ببغداد قبل أن ينضم لفريق الأمة. وفي سنة 1965 لعب في صفوف فريق القوة السيارة. وفي سنة 1969 انتقل للعب ضمن صفوف فريق شرطة النجدة تحت إشراف المدرب عبد القادر زينل.
استدعي سنة 1968 للعب ضمن صفوف منتخب الشباب، كما استدعي سنة 1975 للعب ضمن صفوف منتخب العراق العسكري المشارك في تصفيات كأس العالم العسكرية. كما استدعي في نفس العام للعب ضمن صفوف المنتخب الوطني الذي اشرف على تدريبه آنذاك المدرب عبد الإله محمد حسن والمساعد عمو بابا.
وبعد قرار إلغاء فرق المؤسسات وتشكيل فريق موحد لفريق الشرطة انضم زهراوي جابر لهذا الفريق الذي يلعب في دوري الدرجة الأولى (الممتازة) مع مجموعة من اللاعبين المميزين، ونجح في الموسم الكروي 77-1976 في خطف لقب الهداف.